# Liste des cantons de la Haute-Saône
Le département français de la Haute-Saône était découpé en trente-deux cantons avant que le nombre de cantons ne soit ramené à dix-sept en 2015.

## Redécoupage cantonal actuel
Dans la poursuite de la réforme territoriale engagée en 2010, l'Assemblée nationale adopte définitivement le 17 avril 2013 la réforme du mode de scrutin pour les élections départementales destinée à garantir la parité hommes/femmes. Les lois (loi organique 2013-402 et loi 2013-403) sont promulguées le 17 mai 2013. Un nouveau découpage territorial est défini par décret du 17 février 2014 pour le département de la Haute-Saône. Celui-ci entre en vigueur lors du premier renouvellement général des assemblées départementales suivant la publication du décret, soit en mars 2015. Les conseillers départementaux sont élus au scrutin majoritaire binominal mixte. Les électeurs de chaque canton éliront au Conseil départemental, nouvelle appellation des Conseils généraux, deux membres de sexe différent, qui se présenteront en binôme de candidats. Les conseillers départementaux seront élus pour 6 ans au scrutin binominal majoritaire à deux tours, l'accès au second tour nécessitant 10 % des inscrits au 1er tour. En outre la totalité des conseillers départementaux est renouvelée.
Ce nouveau mode de scrutin nécessite un redécoupage des cantons dont le nombre est divisé par deux avec arrondi à l'unité impaire supérieure si ce nombre n'est pas entier impair et avec des conditions de seuils minimaux. Dans la Haute-Saône le nombre de cantons passe ainsi de 32 à 17.
Les critères du remodelage cantonal sont les suivants : le territoire de chaque canton doit être défini sur des bases essentiellement démographiques, le territoire de chaque canton doit être continu et les communes de moins de 3 500 habitants sont entièrement comprises dans le même canton. Il n’est fait référence, ni aux limites des arrondissements, ni à celles des circonscriptions législatives.
Conformément à de multiples décisions du Conseil constitutionnel depuis 1985 et notamment sa décision no 2010-618 DC du 9 décembre 2010, il est admis que le principe d’égalité des électeurs au regard des critères démographiques est respecté lorsque le ratio conseiller/habitant de la circonscription est compris dans une fourchette de 20 % de part et d'autre du ratio moyen conseiller/habitant du département. Pour le département de la Haute-Saône, la population de référence est la population légale en vigueur au 1er janvier 2013, à savoir la population millésimée 2010, soit 239 548 habitants. Avec 17 cantons la population moyenne par conseiller départemental est de 14 091 habitants. Ainsi la population de chaque nouveau canton doit-elle être comprise entre 11 273 habitants et 16 909 habitants pour respecter le principe de l'égalité citoyenne au vu des critères démographiques.
| Scey. Dampierre-sur-Salon Luxeuil. Mélisey Rioz Marnay Gray Port-sur- Saône Jussey St-Loup. Lure-1 Lure-2 Villersexel V.2 V.1 H.2 H.1 |

### Composition détaillée
| N° | Nom du Canton                 | Bureau centralisateur         | Population 2012 | Écart /moyenne | Nombre de communes entières | Communes composant le canton |
| -- | ----------------------------- | ----------------------------- | --------------- | -------------- | --------------------------- | --- |
| 1  | Dampierre-sur-Salon           | Dampierre-sur-Salon           | 11 502          | 0,82           | 50                          | Achey, Argillières, Attricourt, Autet, Autrey-lès-Gray, Auvet-et-la-Chapelotte, Bouhans-et-Feurg, Brotte-lès-Ray, Broye-les-Loups-et-Verfontaine, Champlitte, Chargey-lès-Gray, Courtesoult-et-Gatey, Dampierre-sur-Salon, Delain, Denèvre, Écuelle, Fahy-lès-Autrey, Fédry, Ferrières-lès-Ray, Fleurey-lès-Lavoncourt, Fouvent-Saint-Andoche, Framont, Francourt, Grandecourt, Larret, Lavoncourt, Lœuilley, Membrey, Mont-Saint-Léger, Montot, Montureux-et-Prantigny, Oyrières, Percey-le-Grand, Pierrecourt, Poyans, Ray-sur-Saône, Recologne, Renaucourt, Rigny, Roche-et-Raucourt, Savoyeux, Theuley, Tincey-et-Pontrebeau, Vaite, Vanne, Vars, Vauconcourt-Nervezain, Vereux, Villers-Vaudey, Volon. |
| 2  | Gray                          | Gray                          | 14 494          | 1,03           | 24                          | Ancier, Angirey, Apremont, Arc-lès-Gray, Battrans, Champtonnay, Champvans, Cresancey, Esmoulins, Essertenne-et-Cecey, Germigney, Gray, Gray-la-Ville, Igny, Mantoche, Nantilly, Noiron, Onay, Saint-Broing, Saint-Loup-Nantouard, Sauvigney-lès-Gray, Le Tremblois, Velesmes-Échevanne, Velet. |
| 3  | Héricourt-1                   | Héricourt                     | 15 894          | 1,13           | 14 + fraction Héricourt     | 1° Les communes suivantes : Brevilliers, Chagey, Châlonvillars, Champagney, Clairegoutte, Échavanne, Échenans-sous-Mont-Vaudois, Errevet, Frahier-et-Chatebier, Frédéric-Fontaine, Luze, Mandrevillars, Plancher-Bas, Plancher-les-Mines. 2° La partie de la commune d'Héricourt située au nord d'une ligne définie par l'axe des voies et limites suivantes : depuis la limite territoriale de la commune de Luze, route départementale 16, route du Col-des-Croix, avenue du Mont-Vaudois, avenue Léon-Jouhaux, rue Jean-Marie-Tjibaou, rue des Frères-Lumière, rue Pierre-et-Marie-Curie, chemin de la rue Pierre-et-Marie-Curie à la rue René-Descartes, rue René-Descartes, chemin dans le prolongement de la rue René-Descartes, route départementale 438 jusqu'à la limite territoriale de la commune de Brevilliers.                                                                                      |
| 4  | Héricourt-2                   | Héricourt                     | 13 455          | 0,95           | 13 + fraction Héricourt     | 1° Les communes suivantes : Belverne, Champey, Chavanne, Chenebier, Coisevaux, Courmont, Couthenans, Étobon, Saulnot, Trémoins, Verlans, Villers-sur-Saulnot, Vyans-le-Val. 2° La partie de la commune d'Héricourt non incluse dans le canton d'Héricourt-1. |
| 5  | Jussey                        | Jussey                        | 12 542          | 0,89           | 65                          | Aboncourt-Gesincourt, Aisey-et-Richecourt, Alaincourt, Ambiévillers, Arbecey, Augicourt, Barges, La Basse-Vaivre, Betaucourt, Betoncourt-sur-Mance, Blondefontaine, Bougey, Bourbévelle, Bourguignon-lès-Morey, Bousseraucourt, Cemboing, Cendrecourt, Chargey-lès-Port, Charmes-Saint-Valbert, Chauvirey-le-Châtel, Chauvirey-le-Vieil, Cintrey, Combeaufontaine, Confracourt, Cornot, Corre, Demangevelle, Fouchécourt, Gevigney-et-Mercey, Gourgeon, Hurecourt, Jonvelle, Jussey, Lambrey, Lavigney, Magny-lès-Jussey, Malvillers, Melin, Molay, Montcourt, Montdoré, Montigny-lès-Cherlieu, La Neuvelle-lès-Scey, Oigney, Ormoy, Ouge, Passavant-la-Rochère, Pont-du-Bois, Preigney, Purgerot, La Quarte, Raincourt, Ranzevelle, La Roche-Morey, La Rochelle, Rosières-sur-Mance, Saint-Marcel, Selles, Semmadon, Tartécourt, Vauvillers, Vernois-sur-Mance, Villars-le-Pautel, Vitrey-sur-Mance, Vougécourt. |
| 6  | Lure-1                        | Lure                          | 14 098          | 1              | 20 + fraction Lure          | 1° Les communes suivantes : Adelans-et-le-Val-de-Bithaine, Betoncourt-lès-Brotte, Bouhans-lès-Lure, Châteney, Châtenois, La Creuse, Creveney, Dambenoît-lès-Colombe, Franchevelle, Froideterre, Genevrey, Linexert, Malbouhans, La Neuvelle-lès-Lure, Quers, Ronchamp, Saint-Germain, Saulx, Servigney, Velleminfroy. 2° La partie de la commune de Lure située au nord d'une ligne définie, d'une part, par l'axe des voies et limites suivantes : depuis la limite territoriale de la commune de Bouhans-lès-Lure, ligne de chemin de fer de Paris à Bâle, avenue Carnot, rue Henri-Marsot, ligne droite tracée dans le prolongement de la rue Henri-Marsot, jusqu'à la limite territoriale de la commune de Froideterre. |
| 7  | Lure-2                        | Lure                          | 12 717          | 0,90           | 21 + fraction Lure          | 1° Les communes suivantes : Amblans-et-Velotte, Andornay, Arpenans, Les Aynans, La Côte, Faymont, Frotey-lès-Lure, Genevreuille, Lomont, Lyoffans, Magny-Danigon, Magny-Jobert, Magny-Vernois, Moffans-et-Vacheresse, Mollans, Palante, Pomoy, Roye, Le Val-de-Gouhenans, Vouhenans, Vy-lès-Lure. 2° La partie de la commune de Lure non incluse dans le canton de Lure-1. |
| 8  | Luxeuil-les-Bains             | Luxeuil-les-Bains             | 14 994          | 1,06           | 11 + 1 fraction             | 1° Les communes suivantes : Ailloncourt, Baudoncourt, Breuches, Brotte-lès-Luxeuil, La Chapelle-lès-Luxeuil, Citers, Esboz-Brest, Froideconche, Luxeuil-les-Bains, Ormoiche, Saint-Sauveur. 2° La partie de la commune de Fougerolles-Saint-Valbert correspondant à la commune déléguée de Saint-Valbert. |
| 9  | Marnay                        | Marnay                        | 14 878          | 1,05           | 50                          | Arsans, Autoreille, Avrigney-Virey, Bard-lès-Pesmes, Bay, Beaumotte-lès-Pin, Bonboillon, Bonnevent-Velloreille, Bresilley, Broye-Aubigney-Montseugny, Brussey, Bucey-lès-Gy, Chambornay-lès-Pin, Chancey, Charcenne, Chaumercenne, Chenevrey-et-Morogne, Chevigney, Choye, Citey, Courcuire, Cugney, Cult, Étuz, Gézier-et-Fontenelay, La Grande-Résie, Gy, Hugier, Lieucourt, Malans, Marnay, Montagney, Montboillon, Motey-Besuche, Pesmes, Pin, La Résie-Saint-Martin, Sauvigney-lès-Pesmes, Sornay, Tromarey, Vadans, Valay, Vantoux-et-Longevelle, Velleclaire, Vellefrey-et-Vellefrange, Velloreille-lès-Choye, Venère, Villefrancon, Villers-Chemin-et-Mont-lès-Étrelles, Vregille. |
| 10 | Mélisey                       | Mélisey                       | 11 507          | 0,82           | 33                          | Amage, Amont-et-Effreney, Belfahy, Belmont, Belonchamp, Beulotte-Saint-Laurent, Breuchotte, La Bruyère, La Corbière, Corravillers, Écromagny, Esmoulières, Faucogney-et-la-Mer, Les Fessey, Fresse, Haut-du-Them-Château-Lambert, Lantenot, La Lanterne-et-les-Armonts, La Longine, Magnivray, Mélisey, La Montagne, Montessaux, La Proiselière-et-Langle, Raddon-et-Chapendu, Rignovelle, La Rosière, Saint-Barthélemy, Saint-Bresson, Sainte-Marie-en-Chanois, Servance-Miellin, Ternuay-Melay-et-Saint-Hilaire, La Voivre. |
| 11 | Port-sur-Saône                | Port-sur-Saône                | 14 719          | 1,04           | 46                          | Amance, Amoncourt, Anchenoncourt-et-Chazel, Anjeux, Auxon, Bassigney, Baulay, Betoncourt-Saint-Pancras, Bougnon, Bouligney, Bourguignon-lès-Conflans, Breurey-lès-Faverney, Buffignécourt, Chaux-lès-Port, Conflandey, Contréglise, Cubry-lès-Faverney, Cuve, Dampierre-lès-Conflans, Dampvalley-Saint-Pancras, Équevilley, Faverney, Flagy, Fleurey-lès-Faverney, Fontenois-la-Ville, Girefontaine, Grattery, Jasney, Mailleroncourt-Saint-Pancras, Melincourt, Menoux, Mersuay, Montureux-lès-Baulay, La Pisseure, Plainemont, Polaincourt-et-Clairefontaine, Port-sur-Saône, Provenchère, Saint-Remy, Saponcourt, Scye, Senoncourt, Le Val-Saint-Éloi, Vauchoux, Venisey, Villers-sur-Port. |
| 12 | Rioz                          | Rioz                          | 15 382          | 1,09           | 52                          | Aulx-lès-Cromary, Authoison, La Barre, Beaumotte-Aubertans, Besnans, Bouhans-lès-Montbozon, Boulot, Boult, Bussières, Buthiers, Cenans, Chambornay-lès-Bellevaux, Chassey-lès-Montbozon, Chaux-la-Lotière, Cirey, Cognières, Cordonnet, Cromary, Dampierre-sur-Linotte, Échenoz-le-Sec, Filain, Fondremand, Fontenois-lès-Montbozon, Hyet, Larians-et-Munans, Loulans-Verchamp, Le Magnoray, Maizières, La Malachère, Maussans, Montarlot-lès-Rioz, Montbozon, Neuvelle-lès-Cromary, Ormenans, Pennesières, Perrouse, Quenoche, Recologne-lès-Rioz, Rioz, Roche-sur-Linotte-et-Sorans-les-Cordiers, Ruhans, Sorans-lès-Breurey, Thieffrans, Thiénans, Traitiéfontaine, Trésilley, Vandelans, Vellefaux, Villers-Bouton, Villers-Pater, Voray-sur-l'Ognon, Vy-lès-Filain. |
| 13 | Saint-Loup-sur-Semouse        | Saint-Loup-sur-Semouse        | 15 979          | 1,13           | 22 + 1 fraction             | 1° Les communes suivantes : Abelcourt, Aillevillers-et-Lyaumont, Ainvelle, Briaucourt, Conflans-sur-Lanterne, Corbenay, Éhuns, Fleurey-lès-Saint-Loup, Fontaine-lès-Luxeuil, Francalmont, Hautevelle, Magnoncourt, Mailleroncourt-Charette, Meurcourt, Neurey-en-Vaux, Saint-Loup-sur-Semouse, Sainte-Marie-en-Chaux, La Vaivre, Velorcey, La Villedieu-en-Fontenette, Villers-lès-Luxeuil, Visoncourt. 2° La partie de la commune de Fougerolles-Saint-Valbert non incluse dans le canton de Luxeuil-les-Bains. |
| 14 | Scey-sur-Saône-et-Saint-Albin | Scey-sur-Saône-et-Saint-Albin | 12 360          | 0,88           | 44                          | Aroz, Baignes, Les Bâties, Beaujeu-Saint-Vallier-Pierrejux-et-Quitteur, Bourguignon-lès-la-Charité, Boursières, Bucey-lès-Traves, Chantes, La Chapelle-Saint-Quillain, Chassey-lès-Scey, Chemilly, Clans, Étrelles-et-la-Montbleuse, Ferrières-lès-Scey, Frasne-le-Château, Fresne-Saint-Mamès, Fretigney-et-Velloreille, Grandvelle-et-le-Perrenot, Lieffrans, Mailley-et-Chazelot, Mercey-sur-Saône, Neuvelle-lès-la-Charité, Noidans-le-Ferroux, Oiselay-et-Grachaux, Ovanches,Pontcey, Raze, La Romaine, Rosey, Rupt-sur-Saône, Saint-Gand, Sainte-Reine, Scey-sur-Saône-et-Saint-Albin, Seveux-Motey, Soing-Cubry-Charentenay, Traves, Vaux-le-Moncelot, Velle-le-Châtel, Velleguindry-et-Levrecey, Vellemoz, Vellexon-Queutrey-et-Vaudey, La Vernotte, Vy-le-Ferroux, Vy-lès-Rupt. |
| 15 | Vesoul-1                      | Vesoul                        | 16 590          | 1,18           | 11 + fraction Vesoul        | 1° Les communes suivantes : Andelarre, Andelarrot, Chariez, Charmoille, Échenoz-la-Méline, Mont-le-Vernois, Montigny-lès-Vesoul, Noidans-lès-Vesoul, Pusey, Pusy-et-Épenoux, Vaivre-et-Montoille. 2° La partie de la commune de Vesoul située à l'ouest d'une ligne définie par l'axe des voies et limites suivantes : depuis la limite territoriale de la commune de Pusey, route départementale 457, route de Paris (route nationale 19), rue du Point-du-Jour, rue du Grand-Grésil, rue Miroudot-Saint-Ferjeux, rue Serpente, rue Saint-Georges, place de la République, rue Georges-Genoux, rue de l'Aigle-Noir, rue des Ilottes, rue Edgar-Faure, rue du Capitaine-Gramspacher, cours du Durgeon, rue du Commandant-Girardot, route nationale 57, jusqu'à la limite territoriale des communes de Navenne et d'Échenoze-la-Méline.                                                                            |
| 16 | Vesoul-2                      | Vesoul                        | 16 712          | 1,19           | 12 + fraction Vesoul        | 1° Les communes suivantes : Colombier, Comberjon, Coulevon, Frotey-lès-Vesoul, Montcey, Navenne, Quincey, Varogne, Vellefrie, La Villeneuve-Bellenoye-et-la-Maize, Villeparois, Vilory. 2° La partie de la commune de Vesoul non incluse dans le canton de Vesoul-1. |
| 17 | Villersexel                   | Villersexel                   | 11 927          | 0,85           | 47                          | Aillevans, Athesans-Étroitefontaine, Autrey-le-Vay, Autrey-lès-Cerre, Beveuge, Borey, Calmoutier, Cerre-lès-Noroy, Colombe-lès-Vesoul, Colombotte, Courchaton, Crevans-et-la-Chapelle-lès-Granges, Dampvalley-lès-Colombe, La Demie, Esprels, Fallon, Georfans, Gouhenans, Grammont, Granges-la-Ville, Granges-le-Bourg, Liévans, Longevelle, Les Magny, Marast, Mélecey, Mignavillers, Moimay, Montjustin-et-Velotte, Neurey-lès-la-Demie, Noroy-le-Bourg, Oppenans, Oricourt, Pont-sur-l'Ognon, Saint-Ferjeux, Saint-Sulpice, Secenans, Senargent-Mignafans, Vallerois-le-Bois, Vallerois-Lorioz, Vellechevreux-et-Courbenans, La Vergenne, Villafans, Villargent, Villers-la-Ville, Villers-le-Sec, Villersexel. |
|    |                               |                               | 239 750         |                | 545                         | |

### Répartition par arrondissement
Contrairement à l'ancien découpage où chaque canton était inclus à l'intérieur d'un seul arrondissement, le nouveau découpage territorial s'affranchit des limites des arrondissements. Certains cantons peuvent être composés de communes appartenant à des arrondissements différents. Dans le département de la Haute-Saône, c'est le cas de trois cantons (Jussey, Port-sur-Saône et Villersexel,).
Le tableau suivant présente la répartition par arrondissement :
| N° | Canton                        | Lure                    | Vesoul               | Total                   |
| -- | ----------------------------- | ----------------------- | -------------------- | ----------------------- |
| 1  | Dampierre-sur-Salon           |                         | 50                   | 50                      |
| 2  | Gray                          |                         | 24                   | 24                      |
| 3  | Héricourt-1                   | 14 + fraction Héricourt |                      | 14 + fraction Héricourt |
| 4  | Héricourt-2                   | 14 + fraction Héricourt |                      | 14 + fraction Héricourt |
| 5  | Jussey                        | 7                       | 58                   | 65                      |
| 6  | Lure-1                        | 20 + fraction Lure      |                      | 20 + fraction Lure      |
| 7  | Lure-2                        | 21 + fraction Lure      |                      | 21 + fraction Lure      |
| 8  | Luxeuil-les-Bains             | 12                      |                      | 12                      |
| 9  | Marnay                        |                         | 50                   | 50                      |
| 10 | Mélisey                       | 34                      |                      | 34                      |
| 11 | Port-sur-Saône                | 16                      | 30                   | 46                      |
| 12 | Rioz                          |                         | 52                   | 52                      |
| 13 | Saint-Loup-sur-Semouse        | 23                      |                      | 23                      |
| 14 | Scey-sur-Saône-et-Saint-Albin |                         | 47                   | 47                      |
| 15 | Vesoul-1                      |                         | 11 + fraction Vesoul | 11 + fraction Vesoul    |
| 16 | Vesoul-2                      |                         | 12 + fraction Vesoul | 12 + fraction Vesoul    |
| 17 | Villersexel                   | 31                      | 16                   | 47                      |
|    |                               | 194                     | 351                  | 545                     |

## Ancien découpage cantonal
| Fresne Scey Dampierre Champlitte Champagney Faucogney Lux St-Sauveur Mélisey Rioz Marnay Gy Autrey Gray Montbozon Saulx Port-s-Saône Combeauf. Vitrey Jussey Vauvillers St-Loup Amance Lure-Nord Lure-Sud Villersexel V.E. V.O. Noroy H.O. H.E. Pesmes |

### Répartition par arrondissement
Liste des 32 cantons du département de la Haute-Saône, par arrondissement :
- Arrondissement de Vesoul (19 cantons - préfecture : Vesoul) :
canton d'Amance - canton d'Autrey-lès-Gray - canton de Champlitte - canton de Combeaufontaine - canton de Dampierre-sur-Salon - canton de Fresne-Saint-Mamès - canton de Gray - canton de Gy - canton de Jussey - canton de Marnay - canton de Montbozon - canton de Noroy-le-Bourg - canton de Pesmes - canton de Port-sur-Saône - canton de Rioz - canton de Scey-sur-Saône-et-Saint-Albin - canton de Vesoul-Est - canton de Vesoul-Ouest - canton de Vitrey-sur-Mance
- Arrondissement de Lure (13 cantons - sous-préfecture : Lure) :
canton de Champagney - canton de Faucogney-et-la-Mer - canton de Héricourt-Est - canton de Héricourt-Ouest - canton de Lure-Nord - canton de Lure-Sud - canton de Luxeuil-les-Bains - canton de Mélisey - canton de Saint-Loup-sur-Semouse - canton de Saint-Sauveur - canton de Saulx - canton de Vauvillers - canton de Villersexel

Il n'y a pas la moindre homonymie pour les cantons de Champagney, Mélisey, Vauvillers, Amance, Gray, Gy, Marnay, mais il en existe une pour chacune des communes chefs-lieux.
Il n'a pas d'homonymie exacte pour le canton de Saint-Sauveur, mais il en existe une pour la commune chef-lieu.

### Démographie
Évolution de la population (chiffres sans doubles comptes, source Insee):
| Canton                                  | 1982   | 1990   | 1999   | Conseiller général          |
| --------------------------------------- | ------ | ------ | ------ | --------------------------- |
| canton d'Amance                         | 6 328  | 6 087  | 5 063  | Jean-Paul Pugin (DVG)       |
| canton d'Autrey-lès-Gray                | 4 590  | 4 703  | 4 914  | Alain Blinette (UMP)        |
| canton de Champagney                    | 11 212 | 11 205 | 11 064 | Gérard Poivey (PRG)         |
| canton de Champlitte                    | 3 034  | 2 811  | 2 732  | Gilles Teuscher (UMP)       |
| canton de Combeaufontaine               | 3 033  | 3 021  | 3 090  | Joëlle Laure-Libersa (DVG)  |
| canton de Dampierre-sur-Salon           | 5 221  | 5 076  | 4 847  | Charles Gauthier (UMP)      |
| canton de Faucogney-et-la-Mer           | 4 660  | 4 104  | 3 930  | Laurent Seguin (DVG)        |
| canton de Fresne-Saint-Mamès            | 3 984  | 4 010  | 4 093  | Jean-Pierre Chausse(DVG)    |
| canton de Gray                          | 15 466 | 14 728 | 14 280 | Claudy Chauvelot-Duban (PS) |
| canton de Gy                            | 4 048  | 4 130  | 4 403  | Paul Cheviet (DVG)          |
| canton de Héricourt-Est                 | 18 444 | 9 955  | 10 637 | Jean-Jacques Joly (PS)      |
| canton de Héricourt-Ouest               | 18 444 | 8 530  | 8 659  | Fernand Burkhalter (PS)     |
| canton de Jussey                        | 6 993  | 6 237  | 6 012  | Michel Désiré (DVG)         |
| canton de Lure-Nord                     | 18 804 | 9 698  | 9 656  | Raoul Juif (PS)             |
| canton de Lure-Sud                      | 18 804 | 9 295  | 9 340  | Robert Morlot (DVG)         |
| canton de Luxeuil-les-Bains             | 10 137 | 9 000  | 8 609  | Frédéric Burghard (UMP)     |
| canton de Marnay                        | 4 361  | 4 698  | 5 220  | Maurice Fassenet (DVG)      |
| canton de Mélisey                       | 6 992  | 6 509  | 6 198  | Rose-Marie Daviot (PRG)     |
| canton de Montbozon                     | 4 766  | 4 857  | 4 983  | Edwige Eme (PS)             |
| canton de Noroy-le-Bourg                | 3 767  | 3 978  | 4 090  | Gérard Bontour (PS)         |
| canton de Pesmes                        | 3 667  | 3 644  | 3 843  | Jean-Claude Gay (Modem)     |
| canton de Port-sur-Saône                | 6 516  | 6 434  | 6 775  | Jean-Paul Mariot (PS)       |
| canton de Rioz                          | 5 333  | 5 981  | 6 981  | Yves Krattinger (PS)        |
| canton de Saint-Loup-sur-Semouse        | 16 494 | 15 896 | 15 255 | Nadine Bathelot (DVG)       |
| canton de Saint-Sauveur                 | 8 995  | 9 151  | 9 112  | Joël Daval (DVG)            |
| canton de Saulx                         | 2 892  | 3 044  | 3 246  | Michel Weyermann (PS)       |
| canton de Scey-sur-Saône-et-Saint-Albin | 5 983  | 6 187  | 6 201  | Carmen Friquet (UMP)        |
| canton de Vauvillers                    | 3 823  | 3 935  | 3 874  | Frédéric Laurent (UMP)      |
| canton de Vesoul-Est                    | 16 881 | 16 618 | 15 861 | Jean-Claude Ayala (UMP)     |
| canton de Vesoul-Ouest                  | 15 679 | 16 654 | 17 658 | Alain Chrétien (UMP)        |
| canton de Villersexel                   | 7 212  | 7 140  | 6 881  | Gérard Pelleteret (DVG)     |
| canton de Vitrey-sur-Mance              | 2 647  | 2 334  | 2 225  | Serge Deroy (UMP)           |